# Edge of Tomorty: Rick Die Rickpeat
«Edge of Tomorty: Live Die Rickpeat» es el primer episodio de la cuarta temporada de la serie de televisión animada para adultos y ciencia ficción: Rick y Morty. El episodio fue emitido originalmente en los Estados Unidos el 10 de noviembre del 2019 por el bloque especial de Cartoon Network; Adult Swim. Fue escrito por los co creadores de la serie Dan Harmon y Justin Roiland mientras que la dirección estuvo a cargo de Wes Archer y Erica Hayes. La trama del episodio se enfoca en Morty y sus esfuerzos por planificar una de sus múltiples posibles muertes al lado de Jessica la chica de la que está enamorado entre tanto Rick se ve forzado a pasar por un largo y complejo proceso de muerte y resurrección tras una muerte accidental a manos de su nieto.
El episodio recibió críticas generalmente favorables por parte de la crítica especializada mientras que en audiencia el episodio fue visto por 2,33 millones de espectadores, un incremento considerable en comparación con los episodios estreno de temporadas anteriores.

## Argumento
Luego de un desayuno familiar y tener que pedir permiso a su nieto para irse a sus usuales aventuras, Rick se lleva a Morty a un planeta conocido como Forbodulon Prime donde recolectan cristales de la muerte, gemas que le muestran a aquellos que los toquen las innumerables muertes que pueden sufrir de acuerdo a sus acciones. Como son atacados por cazadores de cristales Rick usa las propiedades del cristal para acabar con ellos y sobrevivir, Morty siente curiosidad por su posible futuro, se queda con un cristal para sí mismo y en medio de las visiones que presencia ve un escenario en donde agoniza de viejo mientras es reconfortado por una envejecida Jessica que le dice que lo ama.   
Rick se da cuenta de que Morty tiene un cristal y trata de arrebatárselo mientras este conduce la nave provocando un accidente que mata al anciano. No obstante tras su muerte se activa un holograma corrector de crisis y de emergencia que fue programado por Rick para asegurar su resurrección con ayuda de Morty, el adolescente entiende que sí quiere lograr su meta de morir de viejo y al lado de Jessica debe tomar las decisiones con base en lo que el cristal le muestra siempre y cuando lo toque continuamente por lo que deliberadamente no resucita a su abuelo y procede a regresar a la tierra. 
La consciencia de Rick es traslada a un universo alterno debido a que ahí todavía existe el desechado proyecto Fénix pero al despertar descubre que en esa realidad todos son fascistas incluyendo su yo alternativo y al Morty de ese universo. A pesar de que Rick simpatiza con el Morty fascista este lo obliga a llevarlo de aventura por lo que trata de hacerse de él mientras viajan por el espacio solo para provocar su muerte una vez más y trasladar su consciencia a otro clon de una realidad en la que todos son camarones fascistas para el pesar de Rick que acaba siendo asesinado de nuevo. 
Morty en su afán por alcanzar su muerte deseada comienza a usar el cristal continuamente logrando volverse un chico popular en su escuela e incluso mejorando sus notas en matemáticas pero tras provocar a un bravucón de su escuela, amenaza con alterar su futuro por lo que engaña al Rick holográfico para que lo lleve al arsenal de Rick donde usa varios de los inventos de su abuelo para deshacerse de los bravucones, derrotar a la policía y al ejército de los Estados Unidos e incluso eludir una condena al incitar que la jueza que acepta su caso se suicide. Pese a que Morty es temido por sus acciones y es considerado un Akira por lo medios, él consigue ser perdonado por su reputación tras pronunciar unas palabras guturales en las entrevistas que le hacen terminado el juicio. Más tarde Morty se aísla en el desierto para mantenerse en una especie de estado vegetativo con ayuda de un híbrido de fierro y tejido que lo mantiene con vida. 
Rick acaba trasladado a una dimensión donde todos son avispas humanoides, simpatiza con su yo avispa y ve como su duplicado se lleva bastante bien con su familia en su nuevo sistema de aprobar las aventuras antes de vivirlas. Una vez de regreso en su dimensión con ayuda de su versión avispa y el holograma consigue liberar a Morty de la influencia del cristal pero el Rick holograma se convierte en un ser orgánico cuando se fusiona con la el tejido mecánico hasta que el Rick avispa lo mata al infectarlo con varias de sus larvas. Para cuando Beth y Jerry se enteran de lo ocurrido, Morty defiende a Rick admitiendo que todo lo que sucedió fue su culpa, Rick perdona a Morty y los dos comienzan a alardear sobre sus potenciales nuevas aventuras antes de reclamarle a Summer por intentar llamar la atención, acusándola de arruinar el estreno de la cuarta temporada.

### Escena poscréditos
Morty escucha una conversación de Jessica con sus amigas donde afirma que quiere trabajar en un hospicio como una voluntaria que consuela a todos aquellos pacientes que están a punto de morir y que no tienen familia para ayudarlos a pasar sus últimos momentos en paz. Dolido y frustrado por su descubrimiento un malhumorado y renuente Morty le propone a su abuelo que lo cubra de gasolina y arañas sin protestar a lo que su abuelo extrañado acepta su oferta.

## Producción y redacción
"Edge of Tomorty" fue coescrito por los creadores de la serie así como el productor ejecutivo Mike McMahan y fue dirigido por Erica Hayes. El episodio está dedicado a la memoria del productor Mike Mendel, que murió el 22 de septiembre de 2019. Los personajes introducidos en el episodio incluyen a Rick peluche, Morty fascista, Rick camarón, Rick avispa, y una versión Kirkland del Sr. Meeseeks. Algunos de los personajes recurrentes que fueron reintroducidos son Gearhead, Jessica, y el Sr. Meeseeks. Los escritores también incluyeron temas de temporadas pasadas tales como el uso de las cajas de Meeseeks, del episodio "Meeseeks and Destroy"; el cambio dentro de la jerarquía en la familia Smith, del episodio del final de la tercera temporada; y la "Operación fénix", del episodio de la segunda temporada "Big Trouble in Little Sanchez". Las secuencias del fierro-fluido fue animada por Studio Yotta, que ya había participado en el episodio "Bushworld Adventures".

## Recepción

### Audiencia
El estreno de la temporada fue transmitido por Adult Swim el 10 de noviembre de 2019. El episodio también estuvo disponible en línea para su audiencia en su país de origen. De acuerdo con Nielsen Media Research, "Edge of Tomorty" fue visto por un total de 2.33 millones de televidentes mientras que recibió un 1.9 adicional en una demografía de 18–49, un incremento de los 676,000 espectadores durante la transmisión original del episodio estreno de la tercera temporada.

### Respuesta de la crítica
Zack Handlen de The AV Club le dio al episodio una calificación de "A−", y lo aduló al considerarlo "lo más cercano a un hoyo en uno de lo que la serie puede ser: Rick y Morty van de aventura, un concepto se introduce, y luego hay terribles consecuencias que se incrementan hasta que el status quo se restaura." Jack Shepherd de GamesRadar+ le dio cuatro estrellas, describiéndolo como "una apertura ciertamente atrevida" y elogió su monólogo de cierre por la misión a largo plazo similar la del estreno de la segunda temporada.
 Jesse Schedeen de IGN también lo adulo como el episodio más fuerte de la serie hasta la fecha, exaltando el pesado énfasis en el propio Morty, comentando "ayuda que la nueva temporada comience en una nota irresistible y por momentos conmovedora". Liz Shannon Miller de Vulture describió el episodio como un "comienzo sombrío de la temporada" y comento que hay una brutal realidad que el fascismo se ha convertido "el valor por defecto" para la mayoría del multiverso.